# Meniscoessus
Meniscoessus is een uitgestorven zoogdier uit de familie Cimolomyidae van de Multituberculata. Dit dier leefde tijdens het Laat-Krijt en mogelijk Paleoceen in Noord-Amerika. Het was een boombewonende herbivoor.

## Soorten
Het geslacht Meniscoessus omvat zeven soorten. Daarnaast zijn fossielen gevonden in de Kirtland-formatie (New Mexico) die niet tot op soortniveau beschreven konden worden. Het formaat van de verschillende soorten varieerde tussen de 500 gram (M. intermedius) en de 3300 gram (M. robustus).
Drie soorten leefden tijdens het Campanien:
- M. ferox: Milk River-formatie (Alberta)
- M. intermedius: Judith River-groep (Verenigde Staten en Canada)
- M. major: Judith River-groep (Verenigde Staten en Canada)

Vier soorten leefden tijdens het Maastrichtien:
- M. collomensis: Laramie-formatie (Colorado)
- M. conquistus: Hell Creek-formatie (South Dakota)
- M. robustus: Lance Creek-, Hell-Creek-, Fox Hills- (Verenigde Staten), Frenchman- en Ravenscrag-formatie (Canada)
- M. seminoensis: Ferris-formatie (Wyoming)

M. robustus was met name algemeen in de zuidelijkere delen van het verspreidingsgebied en zeldzamer in het noorden. Mogelijk overleefde soort tot na de K-T-grens met onzekere fossielen vondsten in Wyoming uit het Puercan, het oudste deel van het Paleoceen in Noord-Amerika.